# Walter Robinow
Walter Robinow (* 15. August 1867 in Hamburg; † 15. Juli 1938) war von 1920 bis 1933 Vorsitzender des Deutschen Schachbundes. Von Beruf war er Kaufmann.
Robinow war Sohn von Hermann Robinow und wuchs in Hamburg auf. Er machte ab 1885 eine Lehre in dem Handelshaus der Familie Siegmund Robinow & Sohn und wurde dort 1895 Teilhaber. Ab Oktober 1888 arbeitete er für 1 Jahr bei Louis Dreyfus & Co. in Paris. Es folgte eine halbjährige Tätigkeit bei Barrow Lane & Ballard. Anschließend war Robinow für 2 Jahre in Südamerika tätig.
Robinow war hauptsächlich als Funktionär bekannt. 1908 wurde er Präsident des Hamburger SK. Unter seiner Führung organisierte der Verein mehrere wichtige Turniere des Deutschen Schachbundes, so etwa das internationale Meisterturnier 1910.
Nach dem Ersten Weltkrieg wurde Robinow 1920 der fünfte Vorsitzende des Deutschen Schachbundes, nachdem er bereits 1914 den Posten des zweiten Vorsitzenden übernommen hatte. Es war sein Verdienst, dass die Schacholympiade 1930 in Hamburg stattfand. Im selben Jahr wurde er zum Ehrenmitglied des Weltschachbundes FIDE ernannt.
Nach der Machtergreifung durch die Nationalsozialisten musste Robinow im April 1933 wegen seiner jüdischen Herkunft seine Funktionärstätigkeiten – den Vorsitz des Deutschen Schachbundes und den Vorsitz des Hamburger Schachklubs – abgeben.